# Szilágyi Sámuel (püspök)
Szilágyi Sámuel (Debrecen, 1719. február 19. – Hegyközkovácsi, 1785. július 8.) tanár, műfordító, református lelkész, a Tiszántúli református egyházkerület püspöke 1766-tól haláláig.

## Élete
Piskárkosi Szilágyi Márton főiskolai hittanár és Keresztély Szilágyi Mária fia. Debrecenben tanult, majd 1735-ben akadémiára ment. 1742-ben a bölcselet és a görög irodalom tanára lett Debrecenben, 1745-ben a mértani, történelmi és latin irodalmi tanszékre helyezték át. Miután apja 1747-ben meghalt, helyét a hittani tanszéken ő foglalta el. 1759-ben Bihar-Diószegre, 1762-ben Szatmárra ment papnak. 1766 januárjától Debrecenben lelkész, a Tiszántúli Református Egyházkerület püspöke volt. 1779-ben szélütés érte, ekkor visszavonult.
Visszavonulása után magyarra fordította Voltaire Henriászát. A művet ugyanekkor Péczeli József is lefordította és 1786-ban jelentette meg. Szilágyi előbb kezdett a fordításba, de munkáját később, csak halála után adta ki fia, ifjabb Szilágyi Sámuel. Péczeli József eredeti képeket és új hasonlatokat írt a szövegbe, Szilágyi Sámuel szinte sorról sorra fordított. Pintér Jenő szerint az előbbi versei dallamosabbak, az utóbbinak páros rímű tizenkettősei hívebbek.

## Munkái
- Cebetis Thébani tabula, Isocratis paraenesis et Pythagorae aurea carmina in usum studiosae iuventutis graece et latine. Debrecen, 1744 és 1795 (névtelenül).
- Keresztyén Seneca az az Lucius Annaeus Seneca munkáiból ki-szedegettetett és XXXVIII. részekre osztatott keresztyéni virágok, mellyek most másodikszor... jöttek ki. Bécs, 1770 (fordítás, névtelenül)
- Voltér úrnak Henriása. Magyar versekben frantzia nyelvből fordíttatott. Pozsony, 1789
- Katekizmusi rövid oktatás azoknak számokra, akik legelőször akarnak az Úrnak Szent Vacsorájával élni, és azon alkalmatossághoz intéztetett Ágenda, Debrecen, 1751. Piskárkosi Szilágyi Sámuel névtelen munkája; sajtó alá rend., szerk., tan. Fekete Csaba; Tiszántúli Református Egyházkerületi Gyűjtemények–DE Magyar Nyelvtudományi Tanszék–ME Magyar Nyelvtudományi Tanszék, Debrecen–Miskolc, 2007 (Nyelvi és művelődéstörténeti adattár. Kiadványok)